# Brexiaceae
Brexiaceae is een botanische naam, voor een familie van tweezaadlobbige planten. Een familie onder deze naam wordt zo af en toe erkend door systemen voor plantentaxonomie, zoals door het Dahlgrensysteem, Thornesysteem en Revealsysteem. Indien erkend zal het om een kleine familie gaan.
In de regel worden de betreffende planten ingedeeld in de familie Celastraceae, al komen ook andere plaatsingen voor, vergelijk Ixerbaceae, Rousseaceae.